# Laupahoehoe
Laupahoehoe és una concentració de població designada pel cens dels Estats Units a l'estat de Hawaii. Segons el cens del 2000 tenia 473 habitants.

## Demografia
Segons el cens del 2000, Laupahoehoe tenia 473 habitants, 178 habitatges, i 142 famílies La densitat de població era de 87,99 habitants per km².
Dels 178 habitatges en un 24,7% hi vivien nens de menys de 18 anys, en un 59,6% hi vivien parelles casades, en un 10,7% dones solteres, i en un 20,2% no eren unitats familiars. En el 18,0% dels habitatges hi vivien persones soles el 10,7% de les quals corresponia a persones de 65 anys o més que vivien soles. El nombre mitjà de persones vivint en cada habitatge era de 2,66 i el nombre mitjà de persones que vivien en cada família era de 2,94.
Per edats la població es repartia de la següent manera: un 22,6% tenia menys de 18 anys, un 8,2% entre 18 i 24, un 21,8% entre 25 i 44, un 23,1% de 45 a 64 i un 24,3% 65 anys o més.
L'edat mediana era de 42,9 anys. Per cada 100 dones hi havia 104,76 homes. Per cada 100 dones de 18 o més anys hi havia 102,21 homes.
La renda mediana per habitatge era de 29.250 $ i la renda mediana per família de 30.000 $. Els homes tenien una renda mediana de 21.667 $ mentre que les dones 21.607 $. La renda per capita de la població era d'11.896 $. Aproximadament el 28,4% de les famílies i el 25,2% de la població estaven per davall del llindar de pobresa.

## Poblacions més properes
El següent diagrama mostra les poblacions més properes.